# Harbuval-Chamaré

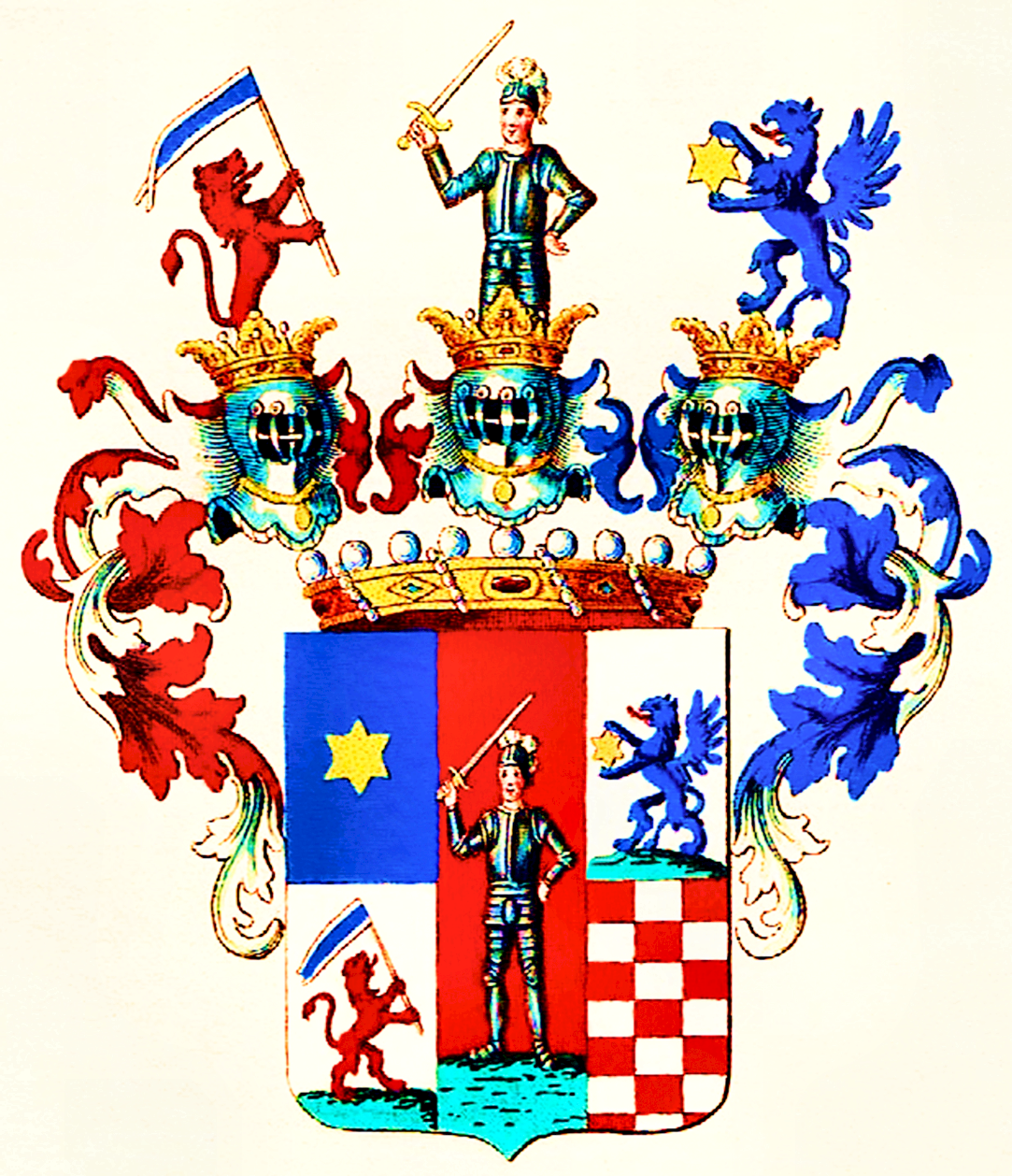
Wappen der Grafen von Harbuval und Chamaré 1751

Die Grafen von Harbuval und Chamaré waren ein sehr altes, ursprünglich flandrisches, aus der Grafschaft Artois stammendes Adelsgeschlecht, das lange Zeit der spanischen Krone diente und schließlich in kaiserlich-österreichische Dienste trat.

## Geschichte

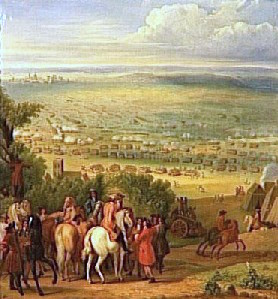
Schlacht von Lens 1648

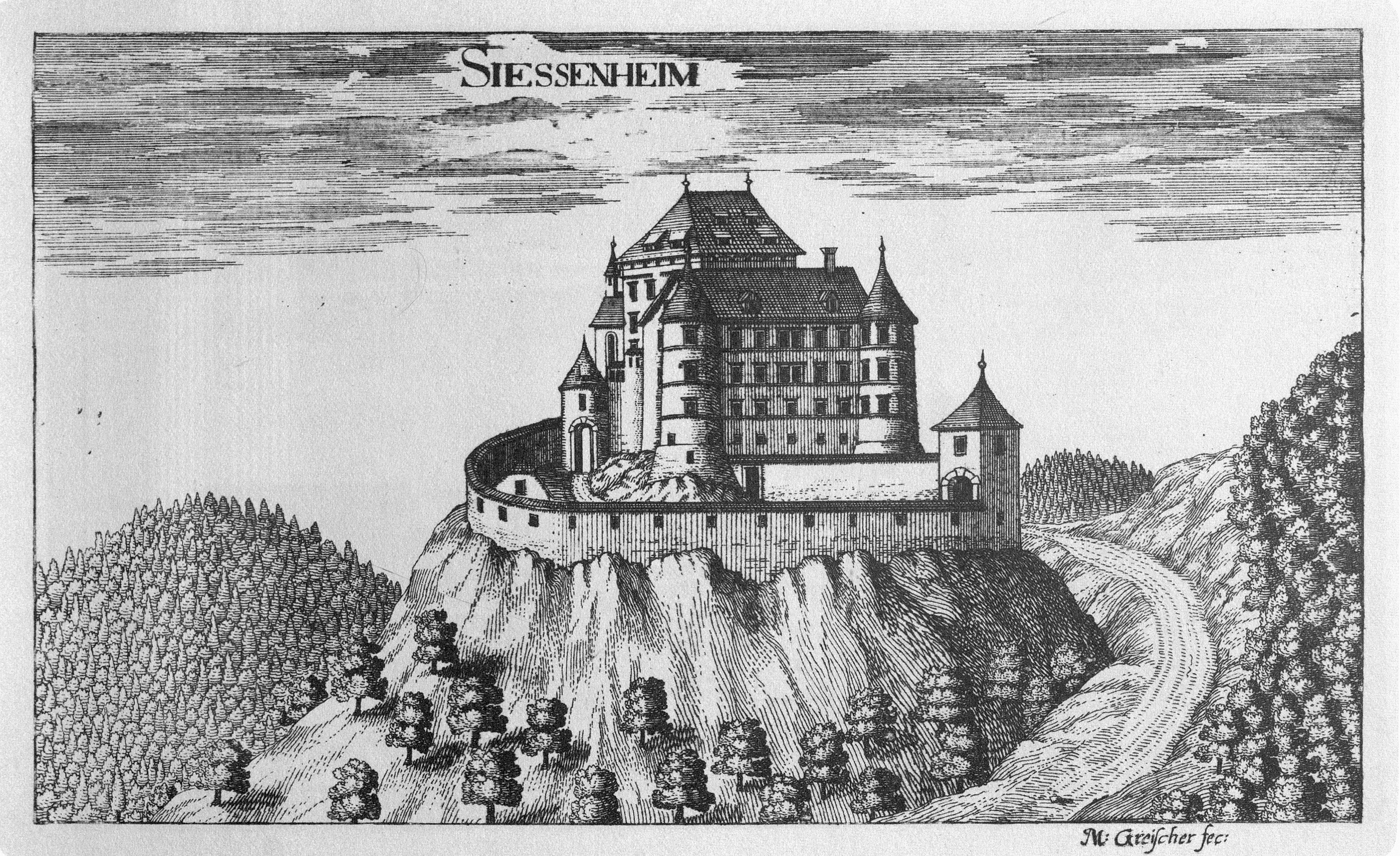
Schloss Süssenheim Ende 17. Jahrhundert

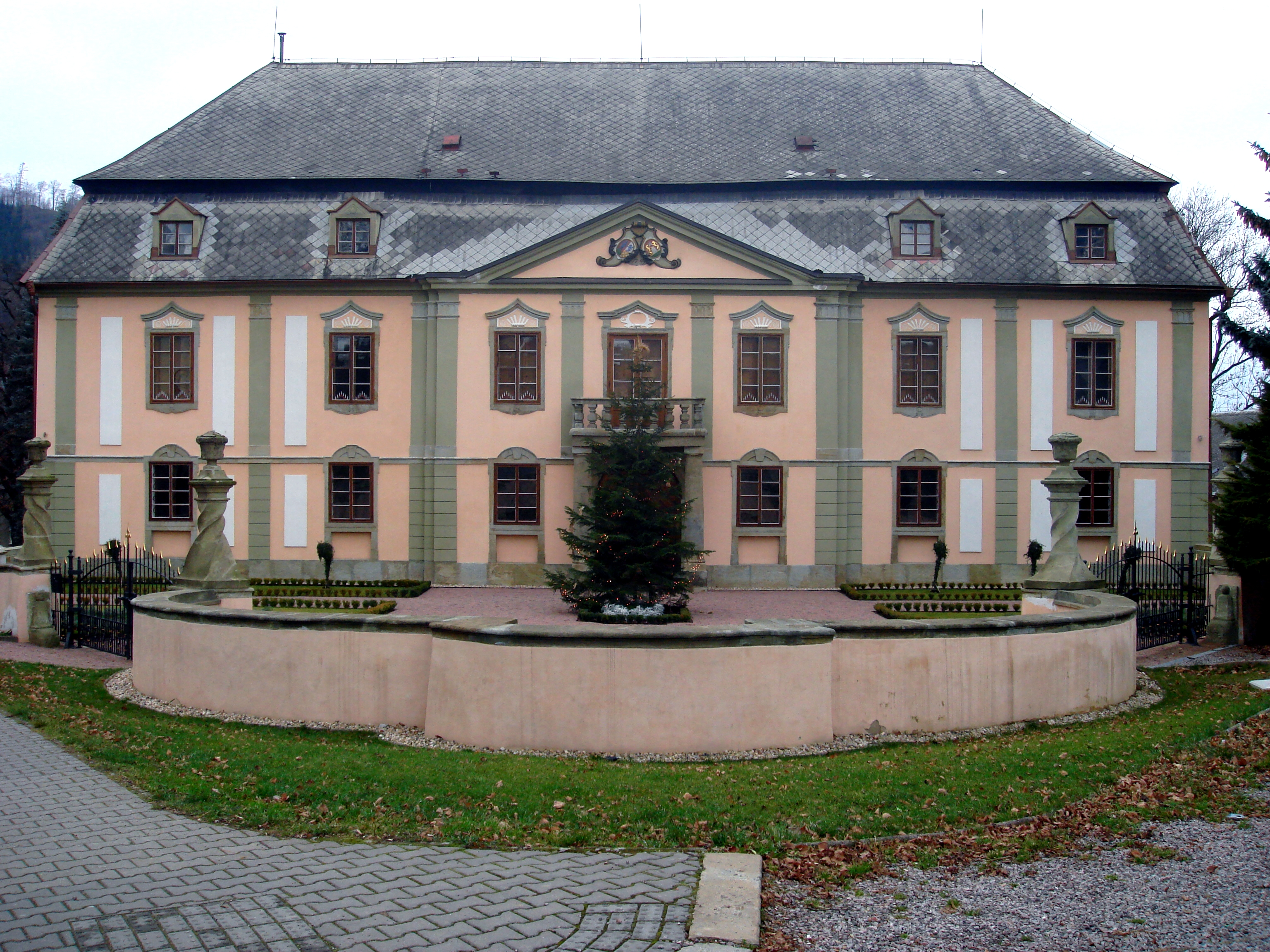
Schloss Pottenstein

Die Genealogie dieser uralten Familie, deren Namen Harbuval sich von der ursprünglichen Besitzung Harbuval in der Grafschaft Artois herleitet, begann mit Johann I. von Harbuval, der sich 1112 mit einer Gräfin de la Laine vermählte und das Geschlecht fortpflanzte. Die Nachkommen desselben standen meist in königlich spanischen Kriegsdiensten, und im neunten Glied stammte von ihm Johann Baptist von Harbuval, nachmaliger Baron von Chamaré, der ebenfalls in königlich spanischen Kriegsdiensten war. Dieser ergriff 1555 bei Belagerung der Festung Tauris (gemeint ist wohl Täbris im heutigen Aserbaidschan) eine Fahne, drang in einem schamarierten (eigentlich: zerbeulten, abgenutzten; hier: eine mit bunten Streifen und Materialien verzierte und innen gestreifte Kleidung) Kleid über die Bresche in die Festung ein, erstieg deren Wall und pflanzte auf demselben die Fahne auf, worauf die Festung bald genommen wurde, da der kommandierende General gerufen hatte, dass man dem schamarierten Kleid, welches Johann Baptist trug, nacheilen solle. Von der Beschreibung dieses Kleides erhielt derselbe den Beinamen Chamaré. Er vermählte sich 1527 mit einer Freiin von du Bois, und sein Sohn Johann († 20. August 1648), der als spanischer Obristen-Leutnant in der Schlacht bei Lens in Artois sein Leben endete, setzte zuvor das Geschlecht fort.
Johanns Enkel, Leonhard († 1684), königlich spanischer Oberst, vermählte sich 1645 mit Klara Katharina Maria, einer Tochter des Grafen Johann T’Serclaes von Tilly und fiel bei der Belagerung von Luxemburg. Der Sohn desselben, Johann Baptist († 11. Oktober 1701 in Soncino), trat 1675 in k. k. Kriegsdienste, vermählte sich 1699 mit Johanna Rosina von Fritsch auf Dobigost und starb als k. k. Oberstleutnant gleich zu Beginn des Spanischen Erbfolgekriegs im Gefecht von Soncino.
Johann Baptists Sohn Johann Ludwig (* 12. Juli 1701; † 28. April 1765) wurde von Kaiser Karl VI. am 2. Oktober 1727 in den Freiherren- und von Erzherzogin Maria Theresia in ihrer Eigenschaft als Königin von Böhmen am 4. September 1751 in den Grafenstand erhoben. 1745 hatte er von Anton Zaruba Graf von Hustířan die Herrschaft Pottenstein gekauft. Er vermählte sich dreimal: mit Josefine Charlotte Freiin von Seydlitz, sodann mit Maria Augusta Gräfin von Kalckreuth und schließlich am 12. Februar 1737 mit Anna Barbara Freiin von Sannig († 26. Februar 1773). Der Graf starb als k. k. Geheimer Rat und Vizepräsident des Kommerzialkonsesses im Königreich Böhmen und hinterließ zwei Söhne, die zwei Äste bildeten.
Johann Sigismund aus der ersten Ehe, gründete die steirische Linie. Er war k. k. Kämmerer und erhielt das Indigenat in Ungarn am 14. September 1777 und heiratete 1762 Johanna Gräfin Keglevich de Buzin, die die Herrschaft Reka in die Ehe einbrachte. Das Paar hatte drei Söhne:
- Johann Nepomuk Joseph, (* 17. Mai 1765; † 23. Dezember 1816) vermählt mit Jana Keglevich de Buzin, danach mit Barbara Freiin Vecsey de Haynacskö,
- Johann Anton (* 7. Oktober 1766; † 25. Juni 1798), der als Oberleutnant im Dragonerregiment Herzog von Württemberg früh in Erfüllung seiner Dienstpflicht zu Tode kam und
- Johann Alois (* 12. Juni 1772), k. k. Offizier, vermählt am 20. Mai 1809 mit Julie Hofer (* 12. Mai 1783).[5]

Das Haupt der steirischen Linie wurde danach Johann Nepomuk Joseph (* 8. August 1793; † 21. November 1857). Er war Herr der Herrschaft Süssenheim in der Steiermark und Reka, Szvedruscha und Ternovecz in Kroatien, k. k. Kämmerer und Generalmajor (16. Januar 1849), Dienstkämmerer bei der Erzherzogin Elisabeth, Witwe des Erzherzogs Ferdinand Karl Victor d’Este. Er heiratete am 2. April 1827 Katharina Gräfin von Erdödy (* 15. September 1802; †1838).
Johann Anton (* 15. November 1737; † 17. Februar 1808) aus der dritten Ehe gründete die böhmische Linie. Er war k. k. Kämmerer und verehelichte sich am 28. Februar 1764 in erster Ehe mit Johanna Maria Gräfin von Waldstein (* 4. Juli 1722; † 26. März 1792), in zweiter am 2. Oktober 1792 mit Marie Anna Freiin Dobrženský von Dobrženitz (* 5. August 1763 in Wien; † 16. Dezember 1826 in Prag).
Das Haupt der böhmischen Linie wurde später sein Enkel Johann Ludwig (* 8. August 1798). Er war k. k. Kämmerer, Herr der Herrschaft Neuschloss (Böhmen), vermählt am 25. April 1826 mit Maria Hedwig Gräfin von Schaffgotsch (* 1. November 1805 in Breslau; † 30. Juni 1875 in Neuschloss). Aus dieser Ehe stammten fünf Söhne: Johann Ludwig (* 5. Juli 1828; † 1846), Johann Friedrich (* 3. Dezember 1829 in Neuschloss; † 5. März 1916 in Wien), k. k. Offizier, der Parlamentarier der Zentrumspartei Johann Anton (1834–1895), Johann Felix (* 18. März 1836 in Neuschloss; † 21. Juni 1906 in Semmering) und Johann Alfred (* 22. Juni 1837 in Neuschloss; † 20. Dezember 1913 in Salzburg) verheiratet mit Amalie Johanna Gräfin von Strasoldo (3. November 1848 in Peuma; † 23. September 1926 in Salzburg). Der Bruder des Grafen Johann Ludwig war Graf Johann Anton (* 6. April 1804 in Pottenstein; † 31. August 1849 ebenda), Herr der Allodialgüter Pottenstein, Langen-Chotta und Slowan. Er ehelichte am 5. September 1829 Anna Gräfin von Woracziczky von Pabienitz (* 5. März 1814).
Mit dem Tod Johann Ludwigs (* 6. Juni 1887 in Salzburg; † 12. Mai 1972 in Maria-Anzbach), dem Enkel des Johann Alfred und der Amalie Gräfin Strasoldo, erlosch das Geschlecht der Grafen von Harbuval und Chamaré im Mannesstamm.

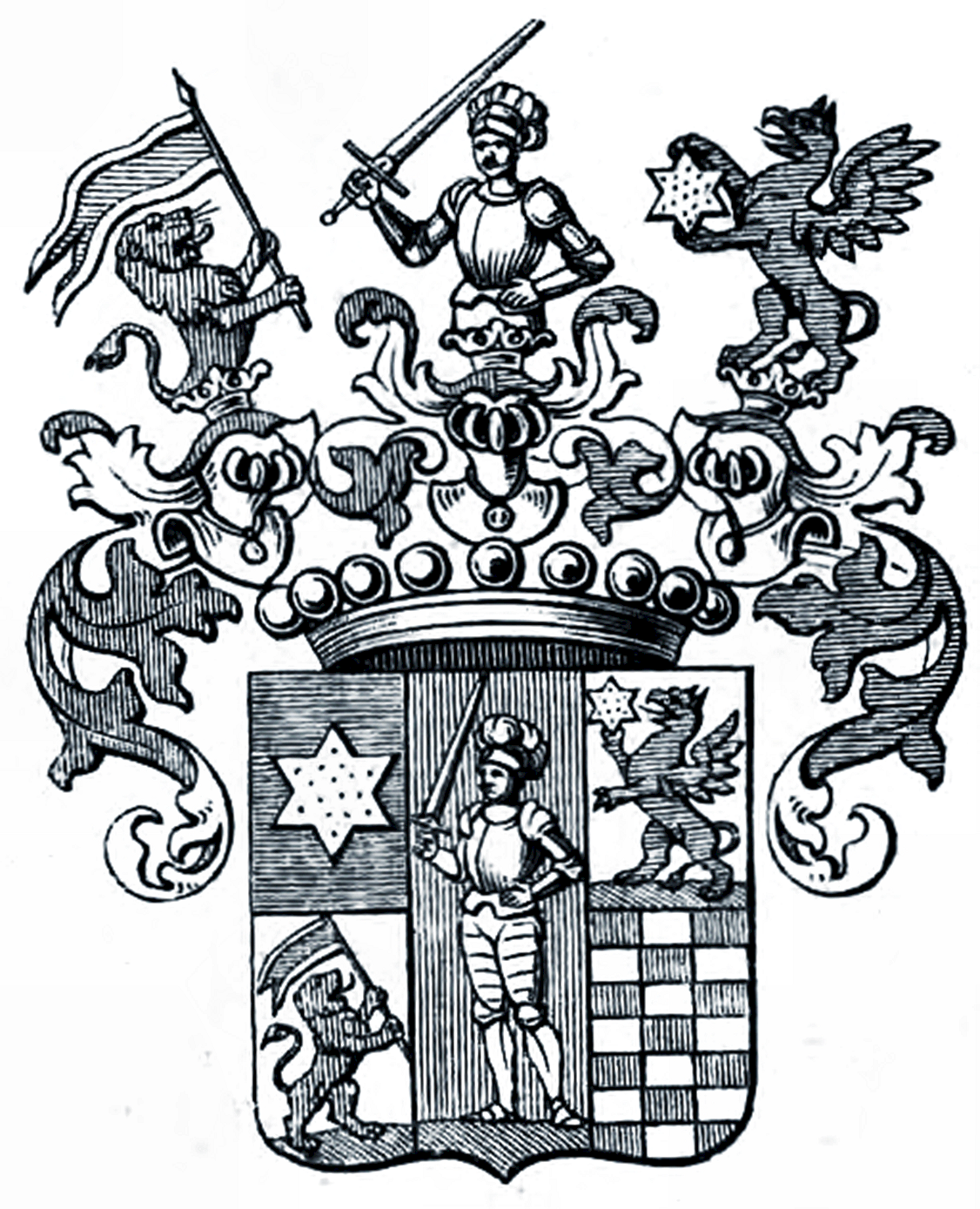
Wappen der Grafen von Harbuval nach Kneschke

## Wappen
1751:  Quadrierter Schild mit einem breiten, über den ganzen Schild gezogenen roten Pfahl, in welchem auf grünem Hügel ein geharnischter, in der Rechten ein blankes Schwert schwingender, die Linke in die Seite stemmender Ritter steht. 1. in Blau ein goldener, sechseckiger Stern. 2. in Silber auf grünem Hügel ein einwärtsgekehrter blauer Greif, welcher in den Vorderpranken einen goldenen Stern hält. 3. in Silber auf grünem Hügel ein einwärtsgekehrter, roter Löwe, welcher in den Vorderpranken eine über den Kopf nach rechts wehende, blaue, mit silbernen Querstreifen eingefasste Fahne trägt, wobei die Fahne neuerlich auch als eine rote, mit zwei silbernen Querstreifen bezeichnete Standarte an goldener Lanze aufgeführt wird. 4. von Rot und Silber in 7 Reihen, je zu 3 Feldern, geschachtet. Über der Grafenkrone stehen drei gekrönte Helme. Aus dem rechten Helm wächst der Löwe von 3. mit der Fahne, aus dem mittleren der geharnischte Mann des Schildpfahles empor, und auf dem linken steht der Greif des 2. Feldes mit dem Stern. Die Helmdecken sind rechts rot und silbern, links silbern und blau.

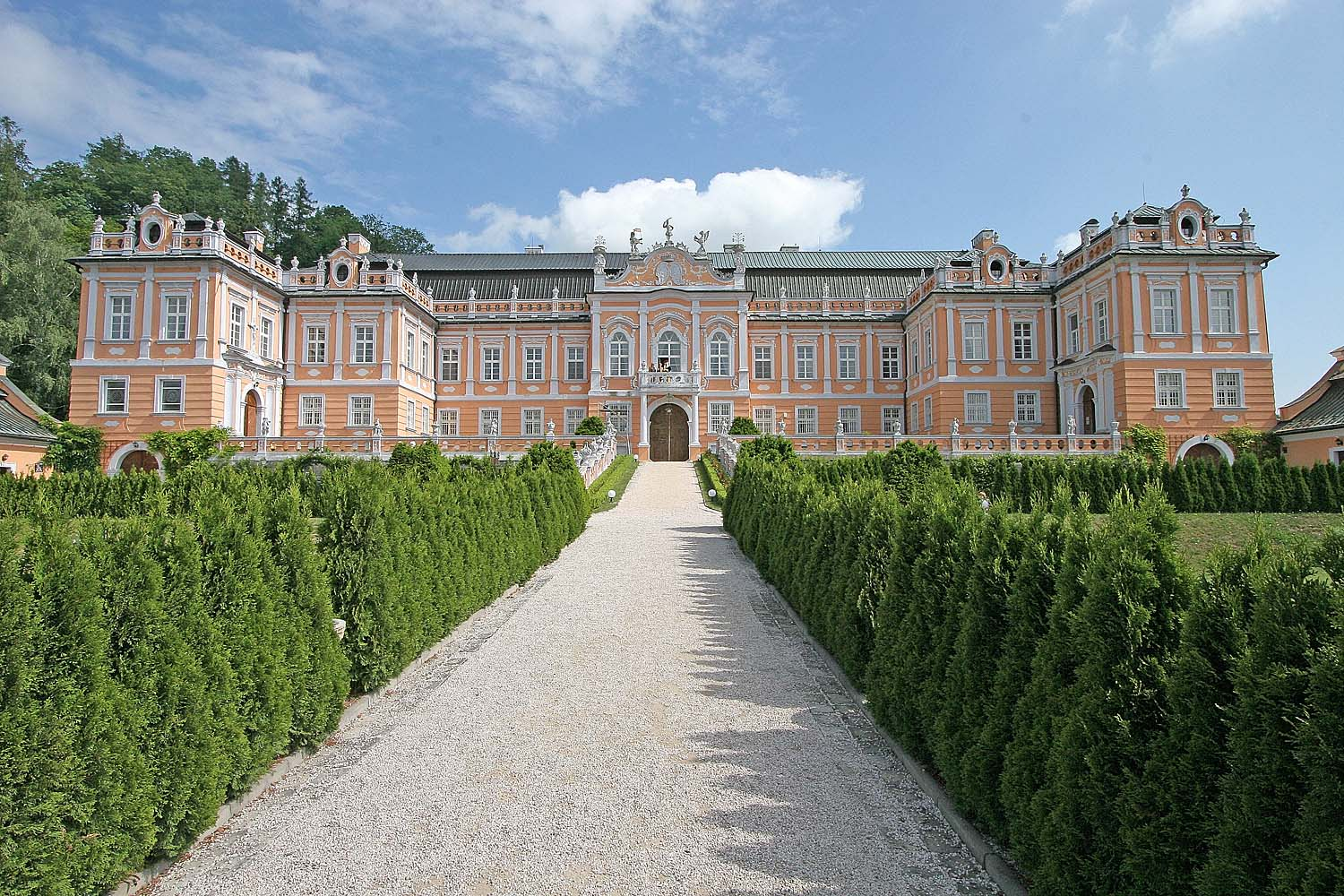
Ansicht von Schloss Neuschloss